# مقاطعة هاردن (أوهايو)
مقاطعة هاردن (بالإنجليزية: Hardin County)‏ هي إحدى مقاطعات ولاية أوهايو في الولايات المتحدة الأمريكية.

## أعلام
- نحميا غرين